# Nehéz pegmatofil elemek
A nehéz pegmatofil elemek a Szádeczky-Kardoss-féle geokémiai rendszer ötödik kategóriáját képezik. Ez a geokémiai osztályozás az elemek ionjainak természetes körülmények közti vegyületképző képességén és hajlandóságán alapul.
A periódusos rendszer nehéz pegmatofil elemei az ittrium, cirkónium, hafnium, nióbium, tallium, molibdén, volfrám, ritkaföldfémek és aktinoidák.
Vannak úgynevezett átfutó (nem jellemzően pegmatofil, de itt is megjelenő) elemek, ezek a technécium, rénium, tórium, urán, palládium, transzuránok.
A pegmatitos fázisban oxidok, tantalátok stb. alkotóiként kristályosodnak vegyületeik.